# 国際連合安全保障理事会決議228
国際連合安全保障理事会決議228（こくさいれんごうあんぜんほしょうりじかいけつぎ228、英: United Nations Security Council Resolution 228）は、1966年11月25日に国際連合安全保障理事会で採択された決議である。パレスチナ問題に関係する。
安保理は、軍事行動に関する国連のウ・タント事務総長による報告およびヨルダンとイスラエルの国連代表による声明を聴取した上で、事件がイスラエル軍によるヨルダン領への大規模かつ入念に計画された軍事行動を構成すると認めた。
また、生命と財産が失われたことに遺憾の意を表明し、国連憲章と全面休戦協定に違反したとしてイスラエルを非難した上で、イスラエルに対して、軍事的な報復を許容することはできず、仮に繰り返された場合、それらに対応するためのさらなる、より効果的な措置を検討せねばならなくなるだろうと強調した。
決議は、ニュージーランドが棄権したものの、賛成14で採択された。